# Pieve Porto Morone
Pieve Porto Morone – miejscowość i gmina we Włoszech, w regionie Lombardia, w prowincji Pawia.
Według danych na rok 2004 gminę zamieszkiwało 2598 osób, 162,4 os./km².